# 安倍能成
安倍 能成（あべ よししげ、1883年〈明治16年〉12月23日 - 1966年〈昭和41年〉6月7日）は、日本の哲学者、教育者、政治家。位階は正三位。法政大学教授、京城帝国大学教授、第一高等学校校長、貴族院勅選議員、文部大臣、貴族院帝国憲法改正案特別委員会委員長を歴任し、学習院院長などを務めた。

## 経歴

### 出生から学生時代
医師安倍義任（よしとう）、品（しな）の八男として松山城下の小唐人町（後の愛媛県松山市大街道）に生まれた。松山中（後の愛媛県立松山東高等学校）から第一高等学校を経て、東京帝国大学文科大学へと進む。ただし、家庭の経済事情により中学卒業後1年間、母校の助教諭心得（講師）として英語を教えているため、第一高等学校進学は1902年（明治35年）のことである。
帝国大学在学当時の哲学科同期生には伊藤吉之助、小山鞆絵、宮本和吉らがいた。同窓生の一人に、藤村操がおり、その妹・恭子と1912年（大正元年）に結婚した。また、一高を中途退学した同期の岩波茂雄との交流は終生続き、後年は岩波書店の経営に「哲学叢書」の編集者として関与し、岩波の没後には、公式伝記も執筆した。
在学中、夏目漱石や波多野精一、高浜虚子の影響を受けた。1906年（明治39年）、東京帝国大学1年生時に、友人が夏目漱石の元を訪問するのに同行して以来、漱石を深く尊敬して師事した。「ホトトギス」などに文芸評論を発表し1911年（明治44年）には阿部次郎ら4人の合著による「影と声」を刊行する。小宮豊隆・森田草平・阿部次郎（鈴木三重吉とする説もある）と並んで「漱石門下の四天王」と称された。鈴木三重吉や寺田寅彦との出会いも、漱石を通じてのものであった。漱石が修善寺の大患（1910年）に陥った時、安倍たちが駆けつけると、来たからには「あんばいよくなる」と言われたとの挿話があった。

### 大学卒業以降、太平洋戦争終結まで
1909年（明治42年）、東京帝国大学文科大学哲学科を卒業後、朝日新聞に自然主義文学批判の文芸評論を手がける一方、1913年（大正2年）に「予の世界」を刊行してからは哲学に活動の場を移し、「西洋古代中世哲学史」「西洋近世哲学史」「カントの実践哲学」などを発表した。安倍は特にルドルフ・オイケンの思想を日本に紹介し、この思想は大正期の理想主義思潮の形成に影響を与えた。また、この期間には女子英学塾、日蓮宗大学、慶應義塾大学、一高の各講師を務めた。1920年（大正9年）、法政大学教授に着任。1924年（大正13年）から1926年（大正15年）にかけてヨーロッパへ留学。ハイデルベルクには、文部省在外研究員として東大同窓の宮本和吉も滞在していた。
帰国後、1926年（大正15年）に京城帝国大学教授となり、哲学・哲学史第一講座を担当した。朝鮮の文化を詳細に検討し、日本人の朝鮮蔑視感情を諌めている。1940年（昭和15年）に、母校一高校長となり名校長と謳われた。その一方で軍部が進める高等学校の年限短縮に反対したり、近衛文麿に早期和平の進言をしたために、憲兵隊から監視対象になったとされている。

### 戦後

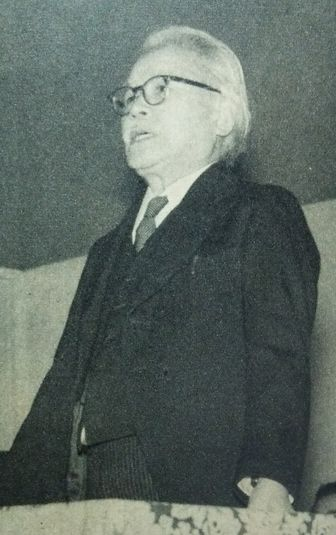
1956年度学習院大学入学式にて

1945年（昭和20年）、貴族院議員となった（12月19日 - 1947年5月2日）戦後の1946年（昭和21年）、幣原改造内閣で文部大臣に就任するも、数箇月間務めたのちに辞任した（就任期間：1946年1月 - 5月）。在職中の第一次アメリカ教育使節団の来日歓迎挨拶では、アメリカが力でなく「正義と真理」によって日本に臨むよう申し入れている。

文相退任後も、帝室博物館総長・国立博物館館長を務めるかたわら、教育刷新委員会委員長として学制改革や教育基本法制定など教育制度改革に尽力したほか、国語審議会会長として当用漢字表、現代かなづかいの制定を推進した（なお後に「新仮名としたのは一世一代の過ちであった」と悔恨。国語学者の山田孝雄から「一世一代の過ちですむか」と叱責されたという）。同時期に新制学習院院長となり、没時まで在任した。
1950年（昭和25年）9月16日、昭和天皇の招きで開かれた座談会に田中耕太郎、小泉信三、志賀直哉とともに出席した。
1966年（昭和41年）6月7日、デューリング病（疱疹状皮膚炎）に顆粒白血球減少症を併発し、東京都文京区本郷の順天堂医院で死去した。享年82。戒名「慈仙院学堂能成居士」。墓地は東慶寺（神奈川県鎌倉市山ノ内、北鎌倉駅近く）にある。

## 受賞・栄典
- 1957年：『岩波茂雄伝』で読売文学賞（評論・伝記賞）を受賞[1]。

### 位階
- 年月日不明 - 正六位
- 1929年（昭和4年）5月15日 - 従五位[22]

### 勲章
- 1945年（昭和20年）5月17日 - 勲二等瑞宝章[23]
- 1964年（昭和39年）11月3日 - 勲一等瑞宝章

## 業績

### 雑誌『世界』と平和運動
平和運動にも参画し、岩波書店の『世界』創刊期の代表責任者となり、一方で1951年（昭和26年）結成の平和問題談話会に発起人として参加、代表を務めた。戦前・戦後を通じて一貫した自由主義者であり、戦前の軍国主義に対する批判のみならず、戦後の社会主義への過大な評価に対しても批判的な態度を取った。太平洋戦争後の平和条約締結問題では全面講和論と中立主義を説き、世論に大きな反響をもたらした。

## 家族・親族
- 父：安倍義任（1840-）は医師。広島御調郡長江町（現・尾道市)の医師の三男・藤井頼三として生まれ、青木周弼らに医学を学び、愛媛松山の町医者・安倍允任に入門、のちにその婿養子となった。允任は松山で最初に種痘を行なったことで知られていた。允任の娘・仁との間に5児を儲けたが仁が早世したため能成の母となる品と再婚した。[24]。
- 母：阿部品（しな、1854-） ‐ 松山藩士・堤方儀の娘。義任の後妻。1876年結婚（品も再婚）。[25]
- 弟：安倍恕（はかる）は裁判官で、司法研修所所長などを歴任。同じく裁判官で弁護士に転じた安倍晴彦は恕の次男。
- 妹：阿部セツ子は宮本和吉の妻。
- 甥：小山久二郎（おやまひさじろう）は小山書店店主。チャタレイ裁判で被告人のひとりとなった。
- 妻：恭子

## 著作

### 著書
- 『予の世界』東亜堂書房、1913
- 『無用語』日月社、1914
- 『西洋古代中世哲学史』岩波書店、1916、「哲学叢書5」同、1949
- 『西洋近世哲学史』岩波書店、1917、「哲学叢書10」同、1948
- 『カントの実践哲学』岩波書店、1924／勁草書房、1949、新版1979
- 『思想と文化』高陽社、1924
- 『山中雑記』岩波書店、1924
- 『青丘雑記』岩波書店、1932
- 『ギリシヤとスカンデイナヰヤ』小山書店、1933
- 『静夜集』岩波書店、1934
- 『スピノザ 倫理学』「大思想文庫10」岩波書店、1935、復刊1985
- 『草野集』岩波書店、1936
- 『孟子・荀子』「大教育家文庫2」岩波書店、1937、復刊1984
- 『朝暮抄』岩波書店、1938
- 『青年と教養』岩波書店、1940
- 『時代と文化』岩波書店、1941
- 『自然・人間・書物』岩波書店、1942
- 『巷塵抄』小山書店、1943
- 『西遊抄』小山書店、1944
- 『戦中戦後』白日書院、1946
- 『槿域抄』斎藤書店、1947
- 『一日本人として』白日書院、1948
- 『西洋道徳思想史』角川書店「角川全書」、1948
- 『能楽雑叢』斎藤書店、1948
- 『文化・思想・哲学』勁草書房、1949
- 『私の歩み』要書房、1949
- 『安倍能成選集』（全5巻）、小山書店、1948-49／日本図書センター（復刻版）、1997
- 『平和への念願』岩波書店、1951
- 『一リベラリストの言葉』勁草書房、1953
- 『岩波茂雄傳』岩波書店、1957、復刊1993ほか、新装版2012／「岩波茂雄伝」岩波文庫、2023
- 『戦後の自叙傳』新潮社、1959、再版1966／「人間の記録149」日本図書センター、2003[26]
- 『現代知性全集（1） 安倍能成集』日本書房、1959、新版1965
- 『人生をどう生きるか』講談社現代新書、1966
- 『我が生ひ立ち 自叙傳』岩波書店、1966[27]
- 『涓涓集』岩波書店、1968、復刊1983

### 伝記
- 山下一郎『安倍能成先生　学習院中興の祖』成蹊堂、2004